# 新明县 (唐朝)
新明县，中国旧县名，位于今四川省岳池县一带。

## 历史沿革
秦汉至两晋新明县地均属巴郡垫江县，南北朝时属合州垫江郡石镜县（治所在今重庆市合川区）。唐武德二年（619年），析石镜县东北置新明县，取“新被明化”之意，县治在索钺洲（今岳池县罗渡镇）。圣曆三年（700年），刺史张柬之以旧县多水害，将新明县移治渠江西岸的新明城（今武胜县中心镇）。天宝元年（742年）合州改为巴川郡，乾元元年（758年）复为合州，新明县均属之:876。
五代十国时期，新明县在前蜀、后唐、后蜀时均隶属遂州武信军节度使下的合州:100:213:227。北宋乾德三年（965年）灭后蜀，新明县随合州属北宋梓州路:126。开宝二年（969年），新明县划入新设的广安军（治所在今广安市），开宝六年（973年）移治单溪镇:440。南宋开禧三年（1207年），升新明县和溪镇为和溪县（今岳池县南）。宝祐末年被蒙古所占，景定初年为南宋复取。中统四年（1263年），南宋将领夏贵进攻虎啸山（今广安市东），蒙古将领赵匣剌曾追击至新明县。咸淳二年（1266年），广安军改名为宁西军:561。
元至元十五年（1278年）废宁西军，至元二十年（1283年）升为广安府，并和溪、新明二县入岳池县:172。
新唐书评价新明县为中，宋史评价新明县为中。

## 后续
明时岳池县隶属顺庆府广安州。清康熙七年（1668年）岳池县并入广安州，康熙六十年（1721年）复置，隶属川北道顺庆府。民国2年（1913年）岳池县隶属嘉陵道，民国24年（1935年）隶属第十一行政督察区。中华人民共和国成立后，岳池县属川北行署南充专区，1952年属四川省南充专区，1968年属南充地区，1993年7月属新设的广安地区，1998年7月属新设的广安市。